# Aangeleerde hulpeloosheid
Aangeleerde hulpeloosheid  (Engels: learned helplessness of learnt helplessness) is het verschijnsel waarbij een mens of dier geleerd heeft dat hij geen invloed kan uitoefenen op de gebeurtenissen die hem overkomen.
Martin Seligman publiceerde in 1967 de resultaten van een dierproef die in duidelijke tegenspraak waren met de toen heersende opvatting uit het behaviorisme van Burrhus Skinner. In dit zogenaamde "yoked control"-experiment ondergaan twee dieren meermaals elektrische schokken. Het eerste dier heeft de mogelijkheid de duur van de schok te bekorten, door bijvoorbeeld op een knop te drukken. Voor beide dieren stopt dan de schok. Het dier dat de schok niet kan beïnvloeden heeft na verloop van tijd een aanmerkelijk slechtere gezondheid. Het is ook niet meer in staat te leren. In een vervolgexperiment werden beide dieren in een zogenaamde "shuttle-box" gezet: een kooi die door een lage afscheiding in tweeën gedeeld is. In de ene helft ondergaan beide dieren regelmatig een schok, maar door over de afscheiding te springen, kunnen ze de schok vermijden. Het dier dat in het eerste experiment de controle had, leert dit, zoals door het behaviorisme voorspeld, snel. Het tweede dier leert dit echter niet: het lijdt weliswaar onder de schok, maar onderneemt niets om deze te vermijden: het heeft geleerd passief en hulpeloos te zijn.
Volgens Seligman zou bij mensen aangeleerde hulpeloosheid het mechanisme kunnen zijn dat op den duur leidt tot psychische stoornissen zoals depressie.
Meer algemeen treedt aangeleerde hulpeloosheid op wanneer mensen of dieren geen adequate terugkoppeling krijgen over hun eigen handelen. Ze kunnen zo niet leren welke handelingen effectief zijn in het bereiken van een bepaald doel, waardoor ze zich uiteindelijk hulpeloos en passief zullen opstellen.
Finkelstein en Ramey (1977) vonden dit verschijnsel ook bij baby's. De eerste baby kon een mobile boven de wieg laten bewegen door zijn hoofd te bewegen, de tweede kon alleen naar het bewegende mobile kijken. Als de tweede baby de beweging van het mobile kon aansturen, ontdekte hij niet meer dat hij invloed kon uitoefenen op het mobile.
In de dagelijkse praktijk is het concept van "aangeleerde hulpeloosheid" belangrijk bij de opvoeding van kinderen, maar ook in ziekenhuizen, verpleeghuizen, gevangenissen, in rampsituaties als hongersnood en oorlog en in concentratiekampen. Niet enkel in gevangenissen, ook in bejaardentehuizen waar alles voor de bejaarde gedaan wordt en de vrijheid en privacy beperkt is, kan bij de bewoners aangeleerde hulpeloosheid ontstaan. 
Niet ieder mens reageert op hulpeloosheid met passiviteit en depressie. Dit is mede afhankelijk van de attributie, dat wil zeggen waar iemand de oorzaak van zijn lijden zoekt: in zichzelf of buiten zichzelf.